# Shigeru Yokotani
Shigeru Yokotani (født 3. maj 1987) er en japansk fodboldspiller, som spiller for den japanske fodboldklub Ventforet Kofu.